# 拉巴斯蒂德 (上比利牛斯省)
拉巴斯蒂德（法語：Labastide，法語發音：[labastid]）是法国上比利牛斯省的一个市镇，位于该省东部，属于巴涅尔德比戈尔区。

## 地理
拉巴斯蒂德（43°2'9"N, 0°21'11"E）面积5.58 平方千米，位于法国奧克西塔尼大區上比利牛斯省，该省份为法国西南部内陆省份，北至热尔省，西接大西洋比利牛斯省，南与西班牙接壤，东临上加龙省。
与拉巴斯蒂德接壤的市镇（或旧市镇、城区）包括：阿沃扎克-普拉特-拉伊特、埃斯帕罗斯、埃什、洛尔泰。

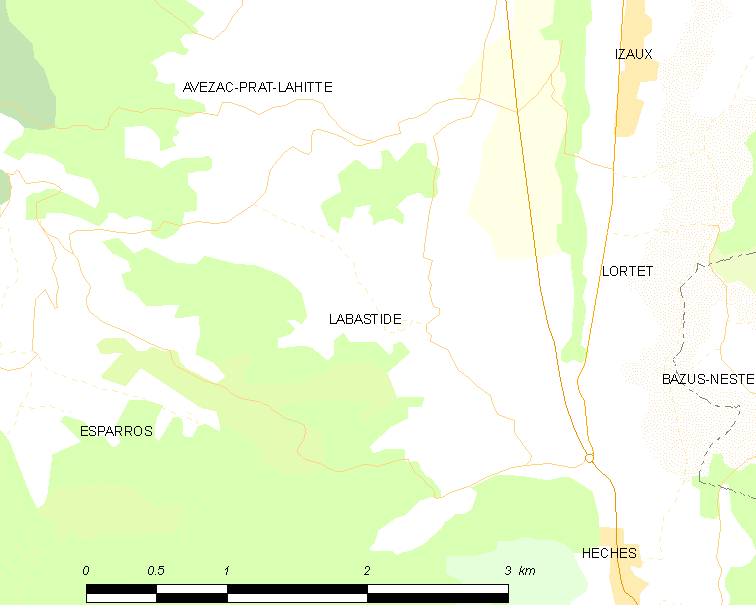
的OSM定位图

拉巴斯蒂德的时区为UTC+01:00、UTC+02:00（夏令时）。

## 行政
拉巴斯蒂德的邮政编码为65130，INSEE市镇编码为65239。

## 政治
拉巴斯蒂德所属的省级选区为内斯特-欧尔-卢龙县。

## 人口

1962-2008年间人口变化图示

拉巴斯蒂德于2022年1月1日时的人口数量为148人。